# Manternach
Manternach är en kommun och en liten stad i östra Luxemburg.   Den ligger i kantonen Grevenmacher och distriktet Grevenmacher, i den östra delen av landet, 24 kilometer öster om huvudstaden Luxemburg. Antalet invånare är 1 886. Arean är 27,7 kvadratkilometer.
Terrängen i Manternach är platt åt nordväst, men åt sydost är den kuperad.
.

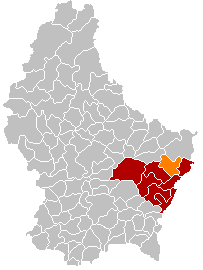
Manternach markerad med orange i karta över Luxemburg

Omgivningarna runt Manternach är en mosaik av jordbruksmark och naturlig växtlighet. Runt Manternach är det ganska tätbefolkat, med 129 invånare per kvadratkilometer.